# Bogusław Parczewski
Bogusław Parczewski (ur. 14 sierpnia 1869 w Belnie, zm. 4 września 1935 w Katowicach) – polski lekarz, działacz społeczny, powstaniec śląski, filantrop.

## Życiorys
Urodził się w rodzinie właściciela ziemskiego Erazma Parczewskiego, pierwszego posła polskiego do parlamentu niemieckiego z powiatu świeckiego w latach 1874–1876, i małżonki Tekli z Wolszlegierów. W 1888 roku ukończył gimnazjum św. Magdaleny w Poznaniu, następnie studiował medycynę we Wrocławiu, a potem w Lipsku, gdzie w lutym 1894 złożył egzamin państwowy i uzyskał stopień doktora medycyny na podstawie dysertacji Ein Beitrag zur Kasuistik der Histeria Virilis. Po studiach rozpoczął praktykę lekarską w Poznaniu, od maja do lipca 1898 roku pracował w klinice doktora Karla Pawlíka na Uniwersytecie Karola w Pradze. W grudniu 1898 osiedlił się w Bytomiu.
Podczas pobytu w Bytomiu działał w polskich organizacjach, takich jak Towarzystwo Czytelni Ludowych czy Górnośląskie Towarzystwo Literackie. Był członkiem zarządu Polskiego Towarzystwa Ludowego. Brał udział w walce polskich lekarzy z niemieckimi o wolny wybór lekarzy do śląskich kas chorych. Był współzałożycielem Towarzystwa Lekarzy Polaków na Śląsku, w latach późniejszych otrzymał godność członka honorowego TLP. Był również współzałożycielem, a następnie członkiem zarządu Polskiego Towarzystwa Turystycznego „Beskid” w Cieszynie. W 1913 został członkiem zarządu Rady Nadzorczej Banku Ludowego w Bytomiu.
W czasie I wojny, od sierpnia 1915 roku pełnił służbę jako lekarz. Po powrocie do Bytomia w 1918 roku pełnił w czasie III powstania śląskiego służbę lekarską w punkcie opatrunkowym w Rozbarku i równocześnie prowadził szpitale powstańcze w Szarleju i Miechowicach. Był zastępcą przewodniczącego Polskiego Komitetu Wyborczego dla Śląska na okręg wyborczy bytomsko-tarnogórski, w którego zarządzie pełnił funkcję skarbnika. Po zamordowaniu przez Niemców 17 sierpnia 1920 Andrzeja Mielęckiego został przewodniczącym Komitetu Sierocińca im A. Mielęckiego w Bytomiu i pow. bytomskim. Po przyznaniu Polsce wschodniej części Górnego Śląska przeprowadził się 2 stycznia 1922 z Bytomia do Katowic, gdzie pracował jako lekarz ginekolog do śmierci.
Był członkiem zarządu Dzielnicy Śląskiej „Sokoła”. W Związku Gospodarczym Lekarzy Polaków Województwa Śląskiego pełnił funkcję przewodniczącego sądu honorowego. W roku 1923 był współzałożycielem Oddziału Górnośląskiego Polskiego Towarzystwa Tatrzańskiego w Katowicach i zastępcą przewodniczącego jego zarządu, a później członkiem honorowym PTT. W latach 1926–30 był członkiem Magistratu (radnym) miasta Katowic.
Nie założył rodziny, swoje dochody przeznaczał głównie na cele społeczne. Prócz wspomagania ubogich, był też mecenasem artystów, wspierał finansowo Macierz Szkolną w Gdańsku. Swój księgozbiór przekazał dla Śląska, dzieląc go pomiędzy Towarzystwo Lekarzy Polaków na Śląsku i Towarzystwo Przyjaciół Nauk w Katowicach, którego był prezesem w latach 1902–20.
Jego imię nosi ulica w Katowicach w dzielnicy Załęska Hałda-Brynów.